# 鐵齒銅牙紀曉嵐
《鐵齒銅牙紀曉嵐》（英語：The Bronze Teeth / The Eloquent Ji Xiaolan），中国大陆電視連續劇，由北京亞環影音製作有限公司出品，张国立为主演兼任总导演。至目前为止，一共四部。

## 剧情

### 第一部
第一部于2001年播出，共40集。导演为刘家成，编剧为陈文贵、郑万隆、邹静之、王振潜、王琛、史航和顾言。
第一部共分六個單元，分別為《热血忠魂》、《药方奇案》、《红楼奇情》、《宦海争锋》、《山河际会》及《龙虎夺月》。
结局时，莫愁生有皇子后被纳为皇妃，杜小月被太后收为养女，以公主身份赐婚状元祝君豪。

### 第二部
第二部于2002年播出，共43集。导演为刘家成，编剧为陈文贵、邹静之、马军骧、王振潜。
第二部共分五个单元，分别为《科场奇案》、《书魂》、《元宝迷踪》、《都院内外》及《情债风流》。
演出人员较上部基本无变化，仅莫愁一角因观众非议被取消，仅在少数对话中被提及，并无交代是否另有下落。第一部大结局人物陶三姑和祝君豪也未在本部出现，前者未交代下落，后者通过对话交代已经病故，故第二部纪晓岚和杜小月均恢复单身。杜小月很少作公主打扮或被他人视为公主，其行为仍然如同之前的民间女侠做派。

### 第三部
第三部于2004年10月播出，共40集。导演为刘家成，编剧为邹静之、陈文贵、汪海林、史航、顾言。饰演杜小月的演员袁立因当时“不想演”同一角色而辞演第三部，故此片中未出现杜小月，简单交代其已嫁人离开，改由台湾演员张庭出演类似定位的角色陆琳琅，在本片中也加重了丫鬟杏儿的戏分。太后怀疑乾隆有意纳陆琳琅为妃，亦收陆琳琅为养女，意图以确立其和乾隆的兄妹关系断绝乾隆的念想。类似地陆琳琅也很少作公主打扮或被他人视为公主。
第三部共分五个单元，分别为《好女争锋》、《假作真来真亦假》、《江湖江湖》、《辨奸记》和《胭脂虹》。
参与本剧的演员张默卷入吸毒事件后，该剧在重播时在片尾演员表将其打码。

### 第四部
第四部于2008年10月30日开拍，2009年1月21日杀青，2009年7月17日在济南电视台首播，共42集。第四部由中国传媒大学电视制作中心、北京亚环影音制作有限公司和北京国立常升影视文化传播有限公司制作，导演为罗长安，编剧为邹静之、陈文贵、汪海林。第四部的亮点除了杜小月重回《铁齿铜牙纪晓岚》外，還邀请了香港歌手楊千嬅飾演新增的角色「芊芊」。同时这也是系列中第一次以高清制式播放。
第四部共分五个单元，分别为《小月归来》、《拉大旗做虎皮》、《笔谈奇案》、《人在草木中》和《忠义祠》。
第三部的陆琳琅在第四部中没有出现，仅简单交代其已离开。

## 争议

### 一些與歷史的不符之处
- 片尾曲有“铁齿铜牙两片嘴吃的是下锅的米”的歌词，但据考证，历史上紀曉嵐喜歡喫肉類，不喜食五穀。「以肉为饭，无粒米入口」[3]、“平生不谷食。面或偶尔食之，米则未曾上口也。饮时只猪肉十盘，熬茶一壶耳。”[4]
- 乾隆帝的生母就是孝圣宪皇后即剧中的太后，而非剧中的柳老夫人（白娘子），清朝也没有汉女所生皇子不能当皇帝的规矩。
- 劇中劉全看起來比和珅年輕，但其實劉全比和珅還老。[5]
- 紀昀官至從一品，而和珅為當朝首輔（正一品），所以紀曉嵐不可能站和珅旁邊，站和珅旁邊的人應是劉墉。
- 紀昀歷史上與和珅關係良好[6]，相反福康安與和珅不和[7]。
- 和珅在嘉慶二年才任首輔，但孝聖憲皇后死於乾隆四十二年，和珅未任首輔仍可觐見太后，於理不合。故第四部中和珅自称首辅亦不合历史。
- 歷史上紀昀比和珅大二十六歲、乾隆帝更比和珅大三十九歲，但剧中三人被描写为同龄人。
- 和珅的妻妾並沒有十三個那麼多。
- 乾隆帝之叔恂郡王允禵死于乾隆二十年，和珅生于乾隆十五年，福康安生于乾隆十九年，允禵不可能见到成年后的和珅和福康安。
- 剧中王亶望为脱身弑父。历史上其父王师亦为清朝大员，比王亶望早死31年。
- 和珅挂帅出征确有其事，但是为了镇压苏四十三而非抵御沙俄，助其作战的则是阿桂而非福康安，乾隆帝也不可能安排女子监军。
- 历史上丰绅殷德并无参加科举及随军出征。
- 第一部最后有公主下嫁丰绅殷德的剧情，历史上此事在乾隆五十四年（1789年），时乾隆帝已七十九岁，皇太后也已去世12年之久，剧中王亶望、陈辉祖伏法也都在太后去世后。第三部又出现继皇后及乾隆废后风波，但事在乾隆三十年（1765年），继皇后虽被取消皇后待遇但并未正式被废，且早已在乾隆三十一年（1766年）去世，此后乾隆帝再未立后。
- 剧中和珅陷害祝君豪时称其诗作的“李”字为“十八子”，是在影射乾隆帝的女儿十八格格。但历史上乾隆帝只有十个女儿，也没有生育比十公主更年轻的子女。
- 莫愁入宫为妃时仅为贵人，却被尊称为不低于嫔位的娘娘。剧中并无交代她是否曾在期间另得晋封。
- 清朝戏子地位低下，杜小月不可能被封为公主嫁给状元。
- 清朝并无皇帝不能娶汉女的祖训，也并非不能接受满汉混血的皇子女。顺治帝的石妃就是汉女，且被准许着汉人衣冠。汉女只要入旗就可以获得旗人身份。乾隆帝本人后宫也有慧贤皇贵妃、纯惠皇贵妃、令懿皇贵妃、庆恭皇贵妃、婉贵妃、芳妃、禄贵人等汉女，其中有的是民女，有的还为他生下了皇子，继位的嘉庆帝正是令懿皇贵妃所生，可见皇子们并不会因为生母是汉人而不被接纳或失去继位可能，剧中乾隆帝自述雍亲王因爱上汉女触怒康熙帝导致汉女被赐死、雍亲王也几乎被斩的往事亦系虚构。
- 第二部被描述为和珅女婿的绵庆，历史上应为和珅之弟和琳的女婿。
- 第四部暗示福康安为乾隆帝私生子，该说法出自民国时期的传闻，而该传闻早已否定于史学界。

#### 剧情自身的情节冲突
- 第一部后来的电视剧版本删改了第1集奶娘临死前称白娘子（柳老夫人）是乾隆帝生母的台词，改为十四王爷的一面之词；第8集柳老夫人自认为乾隆帝生母的台词，改为自称乾隆帝奶娘，但没有删改干净导致二人具体关系的描述出现分歧，如第10集虽然也删改了柳老夫人自认为乾隆帝生母的台词，但同一集中纪晓岚仍然强调其与乾隆帝为亲生母子。
- 剧中提到了和珅历史上的大内侍卫出身，但剧中除第一部的有限戏份外和珅都表现得不会武功，第四部为灭口杀死武官夏德赫时自称自卫还遭到纪晓岚的质疑。
- 剧中多次先后出现时间跨度较大的乾隆年号，但杜小月的年龄却没有发生相应变化。
- 第一部乾隆帝已打破所谓祖训娶汉女莫愁入宫，但第二部第26集纪晓岚又说“汉女不许入宫”，第三部第1集太后宽慰皇后时又说“皇帝有天大的胆子也不敢带汉女入宫”，且第2集又和乾隆帝强调这一规矩，乾隆帝也仍表示愿意遵守；众妃嫔言辞之间也多次对皇帝亲近汉家女子表示反感。
- 莫愁和杜小月亲如姐妹，但因莫愁入宫为妃后被取消角色再无出镜，导致在第二、四部多次入宫的杜小月与其全无互动；第四部第一单元众人多次怀疑柯云就是杜小月，但即使和珅在对话中提到了“宫里的娘娘们”，也无一人提出让莫愁辨认；而在第四单元中，众人又记起了莫愁的存在。
- 莫愁所生的皇子作为历史上没有记载的原创角色在第二部及以后没有任何提及；第二部第30集绵庆对堂兄绵恩分析皇位继承时，也仅列举了当时在历史上还在世的五位皇子。
- 第三部陆琳琅登场时文弱，在后续单元中却会武功。
- 第四部葛贝子自称十二阿哥的舅舅，其女葛松儿却自称乾隆帝的表妹；芊芊在以为乾隆帝是自己父亲的情况下呼乾隆帝的义妹杜小月为姐姐。
- 第四部贵喜是太后的人，在乾隆帝找梅映雪时告诉太后可能乾隆帝已经不再信任他了；但乾隆帝为博取梅映雪欢心依然让贵喜帮自己扮演刺客刺杀自己，表明乾隆帝依然信任贵喜。之后贵喜还在和珅与纪晓岚联手与乾隆帝斗法时帮助乾隆监视和珅和纪晓岚，完全看不出乾隆帝不信任他的样子。
- 第四部中太后多次强调后宫不能干政，但她依然安插贵喜监视乾隆帝，并帮助乾隆帝出主意对付和珅和纪晓岚，明显干政了。且根据乾隆帝的叙述，太后在雍正帝生前也辅佐过雍正帝，这仍属于后宫干政。

### 异议
学者资中筠作文《一定要“团圆”到皇帝身边吗？》，质疑皇帝知错能改、莫愁和杜小月一为皇妃、一为公主（剧中杜小月被认作皇妹，资文误作皇女），连女骗子陶三姑也混成了皇亲国戚的结局为美化封建帝王和宫廷生活，尤指原本智勇双全、豪情满怀、为民除害的莫愁在未婚夫被官兵所杀后却被“招安”，与皇帝相爱乃至未婚生子，得到太后欢心，最终主动选择了并满足于入宫伴驾的生活，有堕落之嫌；指并非只有团结在皇帝身边才算大团圆结局，封建帝王不认错才是常态，莫愁归隐江湖、祝君豪不能被恢复状元才更现实且仍可维持正面主旨；亦指文字狱害人无数，但剧中提到后却将其淡化，并将唯一的受害者角色四姑娘设定为与主角团为敌的反派并最终绝望自杀；亦指该剧字幕错别字太多，误人子弟。

## 播放時間

### 首播
| 名稱                  | 頻道                       | 所在地 | 播映日期                    | 播出時間                 | 備註 |
| 《鐵齒銅牙紀曉嵐》    | 無綫電視翡翠台             | 香港   | 2002年4月8日-2002年5月24日  | 逢星期一至五 19:30-20:30 |      |
| 《鐵齒銅牙紀曉嵐II》  | 無綫電視翡翠台             | 香港   | 2003年12月15日-2004年2月4日 | 逢星期一至五 20:00-21:00 |      |
| 《鐵齒銅牙紀曉嵐III》 | 無綫電視翡翠台             | 香港   | 2006年1月2日-2006年2月17日  | 逢星期一至五 20:00-21:00 |      |
| 《鐵齒銅牙紀曉嵐IV》  | 無綫電視翡翠台、高清翡翠台 | 香港   | 2010年1月25日-2010年3月5日  | 逢星期一至五 20:30-21:30 |      |

### 重播
| 名稱                  | 頻道               | 所在地 | 播映日期                      | 播出時間                              | 備註       |
| 《鐵齒銅牙紀曉嵐》    | 無綫電視翡翠台     | 香港   | 2003年5月5日-2003年8月15日    | 逢星期一至五 17:55-18:30              | 第一次重播 |
| 《鐵齒銅牙紀曉嵐》    | 有線電視第1台      | 香港   | 2010年8月9日-2010年10月1日    | 逢星期一至五 09:00-10:00及19:30-20:30 |            |
| 《鐵齒銅牙紀曉嵐II》  | 無綫電視翡翠台     | 香港   | 2005年1月25日-2005年5月20日   | 逢星期一至五 17:55-18:30              | 第一次重播 |
| 《鐵齒銅牙紀曉嵐III》 | 無綫電視翡翠台     | 香港   | 2007年5月29日-2007年6月21日   | 逢星期二至六 03:15-05:00              | 第一次重播 |
| 《鐵齒銅牙紀曉嵐IV》  | 無綫電視高清翡翠台 | 香港   | 2011年10月22日-2011年12月11日 | 逢星期六、日 06:25-08:05              | 第一次重播 |
| 《鐵齒銅牙紀曉嵐IV》  | 無綫電視翡翠台     | 香港   | 2012年10月16日-2012年12月18日 | 逢星期一至五 10:30-11:30              | 第二次重播 |

## 主要角色
| 演員                                                   | 角色               | 描述                                                                                         | 香港版配音                                                                       | 登場                                         |
| 張國立                                                 | 老紀（紀曉嵐）     | 紀大煙袋 姓纪名昀，字晓岚 大清國第一才子 乾隆皇帝愛將之一                                    | 招世亮（TVB） 譚漢華（有線）                                                     | 一至四部                                     |
| 王剛                                                   | 和二（和珅）       | 满洲正红旗，钮祜禄氏 大清国第一貪官 乾隆皇帝愛將之一                                         | 林保全（TVB） 葉偉麟（有線第一至三部） 鄧永健（有線第四部）                      | 一至四部                                     |
| 張鐵林                                                 | 黃三爺（乾隆皇帝） | 弘历 大清國皇帝                                                                              | 張炳強（TVB） 陳旭明（有線第一至三部） 羅偉亮（有線第四部）                      | 一至四部                                     |
| 赵敏芬（第一部） 严敏求（第二、四部） 王丽媛（第三部） | 太                 | 乾隆皇帝的母亲                                                                               | 黃鳳英（TVB） 徐愛貞（有線第一部） 錢惠玲（有線第二至三部） 鄭家蕙（有線第四部） | 一至四部                                     |
| 袁立                                                   | 杜小月             | 莫愁义妹，因仰慕紀曉嵐而跟隨他 纪晓岚的红颜知己 太后收其为义女，封为明月格格                 | 劉惠雲（TVB） 譚淑嫻（有線）                                                     | 一、二、四部（曾化名柯雲）                   |
| 張庭                                                   | 陸琳琅             | 被太后收為義女，寄居於紀曉嵐家                                                               | 曾秀清（TVB） 王慧珠（有線）                                                     | 第三部                                       |
| 楊稀胭（第二部） 張蕾（第三部） 刘凯菲（第四部）       | 杏兒               | 紀晓岚府的侍婢                                                                               | 梁少霞（TVB） 鄭家蕙（有線第三部） 陳凱婷（有線第四部）                          | 二至四部                                     |
| 张春年                                                 | 刘全               | 和珅府的管家 在第一部第1集客串发疯考生                                                       | 鄺樹培（一至三部）（TVB） 劉奕希（第四部）（TVB） 未知（有線第一至四部）         | 一至四部                                     |
| 楊麗菁                                                 | 莫愁               | 杜小月义姐，因仰慕紀曉嵐而跟隨他 与乾隆相恋生子，嫁入宮中为贵人 此后仅在第二、四部被回忆提及 | 盧素娟 （TVB） 譚淑英（有線）                                                    | 第一部                                       |
| 向能                                                   | 福康安             | 乾隆内侄，嘉勇忠锐貝子，爱慕四姑娘 第四部暗示其为乾隆私生子                                  | 蘇強文（TVB） 陳冠宏（有線）                                                     | 第一部                                       |
| 潘曉莉                                                 | 四姑娘/趙青        |                                                                                              | 陸惠玲（TVB） 譚淑嫻（有線第一部 四姑娘） 鄭家蕙（有線第二部 趙青）              | 第一部、第二部（第一部 四姑娘，第二部 趙青） |

## 第一部其他角色

### 熱血忠魂
| 演員   | 角色     | 描述 | 香港版配音 | 登場 |
| 刘卫华 | 十四王爷 | |            |      |
| 潘曉莉 | 四姑娘   | 十四王爷的情人，后与福康安互相爱慕。                                                                                           | 陸惠玲     |      |
| 韩静茹 | 柳如絮   | 外號白娘子、薛大老板，因金鎖尋母一事而得知乾隆乃自己的兒子，及後被揭發與一眾貪官有勾結，第10集于燕城贪污案被判处斩后服毒自盡。 | 蔡惠萍     |      |
| 洪宗义 | 朱伯平   | |            |      |
| 王湖泉 | 吴醉     | |            |      |
| 杜泓君 | 刘长福   | 第10集因燕城贪污案被处斩。 |            |      |
| 刘全   | 黄克明   | 钱粮师爷，也是莫愁的未婚夫，在第3集中毒箭身亡，原著及剧中暗示是受福康安所设计。                                                |            |      |
| 张嘉瑞 | 张公公   | |            |      |
| 田重   | 何公公   | |            |      |
| 刘金明 | 范大统   | 第10集因燕城贪污案被处斩。 |            |      |
| 成家强 | 徐彬     | 师爷，第10集因燕城贪污案被处斩。                                                                                               |            |      |
| 刘献康 | 戏班主   | |            |      |
| 任新江 | 吴劲     | 福康安手下，第7集冒充十四王爷手下行刺以为陷害，被四姑娘灭口。                                                                  |            |      |
| 蒋国印 | 客栈老板 | |            |      |
| 陈大中 | 王公公   | |            |      |
| 宋秀纯 | 奶娘     | |            |      |

### 藥方奇案
| 演員   | 角色          | 描述 | 香港版配音 | 登場         |
| 刘卫华 | 十四王爷      | 曾救过乾隆但终因四姑娘怂恿图谋弑君篡位 第15集事发，乾隆免其死罪判其终身监禁                                 |            |              |
| 潘曉莉 | 四姑娘        | 秀才李勤之女，因父死于文字狱、母殉情而怀恨乾隆 第15集十四王爷命她毒杀纪晓岚后再自杀后，在福康安怀里服毒自杀 |            |              |
| 霍思燕 | 香草          | 何掌櫃之女                                                                                                  |            |              |
| 曾静   | 吕长安/黃鐵崖 | 御医 | 陳曙光     | 被乾隆帝赦免 |
| 韩夫一 | 黄炳堂        | 黄铁崖子，后继父业为御医并娶香草                                                                            | 雷霆       |              |
| 魏英明 | 何掌櫃        | 黄铁崖师兄，香草父，被杀                                                                                    |            |              |
| 张子红 | 秋云          | 十四王爷手下，秋凤姐，第14集被福康安杀死                                                                    |            |              |
| 张宝雯 | 秋凤          | 十四王爷手下，秋云妹，第14集被福康安打败后不愿被俘而自杀                                                    |            |              |
| 徐福来 | 方知府        | |            |              |
| 王璐丹 | 如意          | |            |              |
| 魏德山 | 李勤          | 秀才，四姑娘父，死于文字狱，其妻殉情                                                                        |            |              |

### 紅樓奇情
| 演員   | 角色   | 描述 | 香港版配音 | 登場 |
| 张竟   | 陶香云 | 化名史香云。冒称曹雪芹临终侍女，实为陈渭沅妻，接近其以获取红楼梦。 第20集与陈渭沅一同被遣回西北，途中自盡而亡。原著本名陶真。 |            |      |
| 李晓雷 | 陈渭沅 | 原型程伟元。第20集被和珅弹劾非法刊印图书，遣回西北。                                                                          | 李錦綸     |      |
| 黄钟   | 阿福   | 陶香云仆人，第18集被陈渭沅派人杀害                                                                                            |            |      |
| 卢东来 | 蓝海   | 侍卫 |            |      |
| 赵冬柏 | 高老板 | |            |      |
| 王晓艺 | 九姨太 | 和珅的九姨太，与高老板有私情                                                                                                  |            |      |

### 宦海爭鋒
| 演員   | 角色     | 描述                                                                                 | 香港版配音 | 登場 |
| 李庆祥 | 金大烟袋 | 宗室，正红旗旗主，鐵帽子王后裔                                                       |            |      |
| 阮丹宁 | 苏卿怜   | 原型吴卿怜，王亶望之義女。王亶望倒台后因乾隆帝意图占有而被软禁在和珅家，后削发出家。 |            |      |
| 贾大中 | 王亶望   | 浙江巡撫，原甘肅巡撫任上調來。为脱身逼死父亲。因監糧一案，被下大獄、抄家。           |            |      |
| 杨俊勇 | 王廷赞   | 因監糧一案，被下大獄。後反咬紀昀一口                                                 | 陳欣       |      |
| 闫怀礼 | 陈辉祖   | 閩浙總督。因擅自占有及变卖王亶望赃物被乾隆下令自杀                                   |            |      |
| 张正原 | 王站住   | 閩浙總督府裡的刀筆先生                                                               |            |      |
| 钟学思 | 沈师爷   |                                                                                      |            |      |
| 张永生 | 刘御史   | 江南道御史                                                                           |            |      |
| 杨洪涛 | 刘公公   |                                                                                      |            |      |
| 何金龙 | 牢头     | 蘭州大牢牢頭                                                                         |            |      |
| 鲍烈   | 王亶望父 | 王亶望逼其服毒身亡，以便以办丧为由脱身                                               |            |      |
| 马子俊 | 方云     |                                                                                      |            |      |

### 山河際會
| 演員   | 角色       | 描述                                                               | 香港版配音 | 登場 |
| 丛培信 | 洪德瑞御史 |                                                                    |            |      |
| 吴桢   | 洪霞       | 洪德瑞女，因父获罪沦落到妓院，被小月救出。                         |            |      |
| 舒耀瑄 | 尚荣       | 直隶总督。因罪行暴露被处决。                                       |            |      |
| 孔祥仁 | 徐二       |                                                                    |            |      |
| 孔庆三 | 中军       | 尚荣手下                                                           |            |      |
| 靳玉华 | 曲阳县令   |                                                                    |            |      |
| 宋文兰 | 冯二娘     | 老鸨                                                               |            |      |
| 朱唯   | 算命先生   | 被纪晓岚指使在抽签时作弊诱导君臣前往曲阳，被尚荣看破抓捕用刑而死。 |            |      |

### 龍虎奪月
| 演員   | 角色     | 描述                                                                                             | 香港版配音 | 登場 |
| 王坤   | 祝君豪   | 书生，状元（一度被取消），和杜小月相爱，剧终时得乾隆赐婚娶杜小月。第二部中交代其未及成婚即病亡。 | 梁偉德     | 一部 |
| 李义   | 丰绅殷德 | 喜歡杜小月，後與十格格結為夫妻。                                                                 | 陳卓智     | 一部 |
| 孙梦泉 | 陶三姑   | 女骗子、财迷，迷恋纪晓岚，认祝君豪、莫愁、杜小月为干儿女                                         |            | 一部 |
| 程增魁 | 吴铭     | 与和珅勾结陷害纪晓岚，被纪晓岚将计就计而受罚                                                     |            |      |
| 刘晓燕 | 媒婆     |                                                                                                  |            |      |
| 陈大成 | 王爷     | 以祖训为由带头反对乾隆帝纳莫愁为妃，却被纪晓岚当众指出纳汉女为妾                                 |            |      |
| 周中和 | 贝勒爷   | 以出身为由反对乾隆帝纳莫愁为妃，却被纪晓岚当众指出纳妓女为妾                                     |            |      |

## 第二部其他角色

### 科场奇案
| 演員   | 角色   | 描述 | 香港版配音 | 登場 |
| 潘晓莉 | 赵青   | 趙新進之妹，在第一次科舉中揭發考場舞弊，然而在第二次科舉中替哥哥考試，幾經紀曉嵐相勸，自認自己有違考場規則而被流放新疆。 | 陸惠玲     |      |
| 刘燕军 | 赵新进 | 趙青之兄，在科舉舞弊事件曝光後，遭原本付了銀兩卻沒有中選的人懷恨在心，強迫帶進妓院喝酒後不小心墜江，成为白痴。           |            |      |
| 马子俊 | 张万节 | 舉縣縣令，如同流氓般亂動用私刑。                                                                                         |            |      |
| 洪宗义 | 左山傀 | 纪晓岚好友，但作為考場考官，在科舉中收受賄賂，經相劝但不聽而與紀曉嵐反目，結果科舉貪污事件曝光後被判斬立決，全家查抄。   |            |      |
| 白秋林 | 赵文龙 | 其中一個在考場上收賄的考官，最後被判斬立決，全家查抄。                                                                   |            |      |
| 邹赫威 | 敏德   | 總督大人，亦是牽涉到考場舞弊的人，後來與和珅鬧不和，更在刺殺紀曉嵐時刺傷趙青，最後得斬刑。                               |            |      |
| 宋东   | 吴盛钦 | 在科舉中找人冒名頂替考上解元，貪污事件發生後被收賄的考官要脅裝瘋賣傻，結果掉進水中慘遭殺害。                             |            |      |
| 王深深 | 了凡   | 積香庵住持，實際未落髮，同時也是總督敏德的小妾，幫其做盡壞事，結果還是被敏德所殺。                                       |            |      |
| 马维福 | 徐有庆 | 和府中的記室，揭發和中堂偷皇上試題，在后來和琳称已经将其杀死沉河。                                                       |            |      |
| 徐美玲 | 老鸨   | 科舉舞弊的證人。 | 雷碧娜     |      |
| 魏微   | 小红艳 | 妓院的頭牌，於科舉當日与吴盛钦成婚，成為吴盛钦舞弊的證據。                                                               |            |      |

### 书魂
| 演員   | 角色   | 描述 | 香港版配音 | 登場 |
| 马伊琍 | 颜如玉 | 顏驥私生女、喜歡戴沾，誤以為紀曉嵐是文字獄的罪魁禍首，更受和珅唆擺去偷紀曉嵐的金煙桿，最後與戴沾成婚。                                                           |            |      |
| 孙岩   | 戴沾   | 喜歡顏如玉、四庫館的編修者，誤以為紀曉嵐呈奏搜查反書而生事，在戴罪修書期間遇上顏如玉。隨後因修書署名問題打傷馮仲愚，最後真相被查出後無罪釋放，並與顏如玉在一起。 | 陳卓智     |      |
| 潘广居 | 颜骥   | 顏如玉之父，死於乾隆的文字獄，全家十七口皆被斬。 |            |      |
| 高玉庆 | 冯仲愚 | 在戴沾所修之書中，把署名改成是自己的人。戴沾發現後將其打傷，但被他人打死而嫁禍予戴沾。                                                                           |            |      |
| 陆华雷 | 老蔡   | |            |      |
| 伊沃   | 尼尔逊 | 由紀曉嵐找到的洋人傳教士，之後被和珅收賣講出煙草的事情。 |            |      |
| 张玉春 | 吴少浦 | 因私怨而誣告顏驥，致使其一家皆自盡而死，被推出午門斬首。 |            |      |
| 卢东来 | 叶廷彬 | 縱容吳少浦誣告於前，敲詐勒索颜骥於後，網羅罪名，欺騙朝庭，摘下頂戴花翎，交督察院議處。                                                                           |            |      |
| 刘绪泽 | 崔公公 | |            |      |

### 元宝迷踪
| 演員   | 角色   | 描述 | 香港版配音 | 登場 |
| 楚健   | 齐苏图 | 內務府總管，平時靠內務府工程撈進許多銀子，常借出殯把銀子埋起來。在紀曉嵐發現後打算以洪三的瘋藥去毒害，隨後更想放火燒死古大力一眾證人，但皆失敗，最後因貪污東窗事發而被抄家。 | 陳曙光     |      |
| 中原   | 古大力 | 在齊蘇圖所管理的工程下工作，因薪酬糾紛而搗亂內務府總管出殯隊伍，使其棺木中的錢財露白，被圍觀群眾撿走不少。                                                                   |            |      |
| 傅狄   | 厉春梅 | 古大力情侣，以戲劇扮演為生。 |            |      |
| 石琳   | 银妃   | 齐苏图外甥女，知道自家不能免罪后自杀。 |            |      |
| 王冰   | 厉小春 | 厉春梅之弟，借著內務府總管出殯，在古大力等人搗亂時，撿了二個內務府庫銀藏了起來。隨後紀曉嵐扮瘋找上門，被發現收藏著庫銀，貪污事件才得以曝光。                                 |            |      |
| 张静宇 | 洪三   | 天人堂大夫，被齊蘇圖要求配製瘋藥，更遭和珅灌藥變瘋，最後墮樓而亡。 |            |      |
| 陈小艺 | 齐安   | |            |      |
| 党永德 | 李三   | 牢头，在和珅、齐苏图指使下给纪晓岚下毒，自以为得逞后被齐苏图陷害灭口。 |            |      |

### 都院内外
| 演員   | 角色   | 描述 | 香港版配音 | 登場 |
| 马杰   | 海升   | 都察院御史，與紀曉嵐的作風一致，為此得罪和珅等人。在其妻之死中遭陷害而入獄，但真相大白後被釋放，與小芳結拜。                                                   |            |      |
| 李小红 | 海升妻 | 經常以自殺威迫海升，因燒和珅的車一事中而和海升鬧不和，再度假裝上吊自殺，卻失誤成真上吊自殺。                                                                   |            |      |
| 郭丽红 | 小芳   | 海升老婆的妹子，曾被逼迫入宮選妃。聽到海升被陷害但仍然供認不諱，結果自己也走出來認罪，但到最後無罪釋放，並與海升结拜。                                         |            |      |
| 马伦   | 贵宁   | 小芳的哥哥，差事丟了後利用小芳謀個一官半職，到事情最後被斬監候。                                                                                               |            |      |
| 昊子   | 绵恩   | 步軍統領衛門，二皇孙享珺王銜。 |            |      |
| 李耕   | 贾三   | 賈貴人的弟弟，此人不學無術，靠裙帶關系耀武揚威。在強搶民女期間，其屬下毆打人致死，最後被發配關外，永不許回京。                                                 |            |      |
| 方晓莉 | 贾贵人 | |            |      |
| 王景明 | 吴省兰 | |            |      |
| 李灵斌 | 任五   | 外號「九指金刚」，為賈三手下打手，在海升的妻子死後製造假證據陷害海升，最後被判絞監候。                                                                         |            |      |
| 袁洪启 | 任刚   | |            |      |
| 徐鸣   | 老方丈 | |            |      |
| 孙继峰 | 金尚书 | |            |      |
| 赵俊良 | 老中堂 | 與紀曉嵐同一陣線的官員。 |            |      |
| 张学文 | 曹文植 | |            |      |
| 张永生 | 刘构   | 即第一部中配合和珅嘲弄纪晓岚却被反唇相讥的江南道御史（此时才交代全名），因此對紀曉嵐等人懷恨在心，於是在被改調刑部郎中專審海升的案子期間，打算動用私刑但失敗。 |            |      |
| 杨昶   | 香儿   | 在賈三強搶民女中被任五所殺。 |            |      |

### 情债风流
| 演員   | 角色   | 描述 | 香港版配音 | 登場 |
| 林永健 | 卢焯   | 牽涉貪案的浙江巡撫，與和珅同流合污，但後來被出卖，当场气得吐血而死。                                                                                       |            |      |
| 徐福来 | 卢安   | 卢焯的手下，殺了馮青，之後被微服中的乾隆杀死。 |            |      |
| 崔金荣 | 宋司库 | 收藏著貪案的賬本，紀曉嵐扮成江湖神算後從其手中取出賬本。                                                                                                   |            |      |
| 邢兆林 | 郭天   | 郭瑶琴父，亦是富春縣縣令，被陷害與貪案有關，幸得紀曉嵐相助裝死，在事件最后辞官。                                                                           |            |      |
| 姜昕言 | 郭瑶琴 | 郭天的女兒，到東岳廟上香期間被兇徒劫走。在小月救出後遇上乾隆，中途遇到許多兇險之事，均逢兇化吉。路上開始与乾隆帝产生感情，但在得知其身份后选择與郭天离开。 | 陸惠玲     |      |
| 刘园媛 | 春桃   | 瑤琴的侍女。 |            |      |
| 李馨雨 | 张了了 | 一位唱戲的戲子，看似与纪晓岚互相爱慕，其实因爱人被挟持而被迫接近及陷害纪晓岚，在事件最後本被判斬首，但幸得杜小月用乾隆信物赦免后与爱人离开。               |            |      |
| 张少华 | 阮妈   | 受和珅指使讲故事诋毁纪晓岚，后被和珅灭口。 |            |      |
| 王宁   | 冯青   | 卢焯的手下，看管著瑤琴等人，後來被杜小月從他手中救出瑤琴主僕二人，最後遭殺害。                                                                             |            |      |
| 段凯中 | 顺喜   | 皇上御前伺候。 |            |      |

## 第三部其他角色

### 好女争锋
| 演員   | 角色   | 描述 | 香港版配音 | 登場 |
| 高宝立 | 陆母   | 常年被病魔圍繞，因其夫陸潤泰冤案遭跟蹤及綁架，幸得紀曉嵐救出並翻案。                                                               | 雷碧娜     |      |
| 张庭   | 陆琳琅 | 由乾隆暗中帶進紀府，由紀曉嵐看管，也為其父的冤案差點命亡，之后亦被太后认为义女，称格格。                                           | 曾秀清     |      |
| 黄小蕾 | 常四   | 和珅表妹，是一個沒心機的姑娘。得知國舅爺要殺人的秘密，常四好心告知紀曉嵐卻被認為酒後胡言亂語，只好自己坐上花轎代陆琳琅赴死。       | 周文瑛     |      |
| 许晓丹 | 皇后   | 善妒，以為乾隆戀上陸琳琅，為此而削髮差點被廢，之後因弟弟陷害陸潤泰一事向太后及乾隆求情而真的被廢。                                 | 沈小蘭     |      |
| 廉冠   | 常贵   | 伺候皇后的太監總管，負責跟蹤及綁架陆家。                                                                                           | 翟耀輝     |      |
| 李耕   | 那青   | 國舅爺，幫其姐姐皇后傳話、辦事，喜歡以摔杯子方式表示生氣。往年為了古董而陷害陸潤泰，最後在陸家冤案東窗事發後，於牢中飲毒自盡而死。 |            |      |
| 何金龙 | 郭敏   | 刑部官員，牽涉入陸家案件中。 |            |      |
| 胡文豹 | 贵喜   | 負責伺候乾隆，因乾隆與皇后不和一事無辜受罪。                                                                                       | 梁偉德     |      |

### 假作真来真亦假
| 演員   | 角色   | 描述 | 香港版配音 | 登場 |
| 刘乃艺 | 马如风 | 前後冒充纪晓岚和皇上派來查案的人。在此期間於河間府廟會與虎妹失散後認識上俞鐵心，亦道出自己以前是因冤案成為替罪羔羊的師爺，最後也說出官場的黑暗，不想再遭牽連而不辭而別。           | 李錦綸     |      |
| 李蕴洁 | 虎妹   | 先后冒充杜小月和來查案的十格格，也是馬如風的伴侶。為了破案，紀曉嵐將計就計認其為真的十格格，但之後真的被乾隆封為「拾格格」，意即從河間府拾到的格格，但最後亦跟馬如風一起不辭而別。 | 鄭麗麗     |      |
| 郝苏北 | 俞铁心 | 俞定中之女，在河間府廟會中與常媽發生小衝突，接著被馬如風所救。到乾隆在公堂上審案時交出了父親的暗帳，最後在獄中服毒自盡。                                                           | 陳凱婷     |      |
| 胡自和 | 俞定中 | 俞铁心之父，也是河間府知府，因了解到皇上派人前來查案而想盡方法滅口與賄賂他人。在公堂上其女交出的帳簿中得知俞定中有各種暗帳，最後也在獄中服毒自盡。                                 | 源家祥     |      |
| 方晓莉 | 常妈   | 不法商人，牽涉許多走私漏稅、貪贓枉法案件中，更想借明月姑娘陷害紀曉嵐，但到最後冤案水落石出時自縊而亡。                                                                             | 雷碧娜     |      |
| 宋东   | 顾也直 | 河間府知縣，为拍马屁认假格格虎妹为干娘，并自以为皇帝是自己干外公，在公堂上想陷害纪晓岚却找了和賄賂乾隆做証人，繼而暈倒在地上。                                                     | 梁志達     |      |
| 张玥   | 明月   | 自己表示為常媽準備了很久的姑娘，打算將來要獻給一位大人物，所以平時不接客。最後，在紀曉嵐等人送其回家與父親團聚途中，被老六殺死。                                                   | 程文意     |      |
| 陈大成 | 阿桂   | 向皇上談及河間府的事。和珅故意害其儿媳难产再相救，使其为还人情放弃与和珅相争。 | 盧國權     |      |
| 王佳宁 | 楚铭   | 貝子，當了幾件家傳古董，被假的紀曉嵐騙走一千五百兩銀子。 | 潘文柏     |      |
| 吴博文 | 老六   | 常媽的人，殺了明月。 | 潘文柏     |      |

### 江湖江湖
| 演員   | 角色   | 描述                                                                                           | 香港版配音 | 登場 |
| 张默   | 袁洪   | 和府看門之人，喜歡紅蓮，常去捧紅蓮的場。原來，茶館的火是和府放的。最後，在和珅暗示下自殺身亡。 | 陳卓智     |      |
| 李丽红 | 岳金枝 | 紅蓮之姐。引誘皇上落入陷阱，並帶皇上逃走，最後，被一箭串心而亡。                               | 沈小蘭     |      |
| 李依晓 | 红莲   | 岳金枝之妹，茶館的說書先生。茶館被人放火，卻被人當做縱火者給捉了，卻不見了。詐死後，又活過來。 | 陳凱婷     |      |
| 石琳   | 花娘   | 女飛賊，修庆的愛人。下令放人出獄，以換回皇上。                                                 | 曾佩儀     |      |
| 张平   | 修庆   | 與岳金枝過從甚密。綁架皇上，為了救他的愛人。                                                   | 梁志達     |      |
| 赵晋   | 骆师傅 | 紅蓮的師父，被修慶同夥所殺。                                                                   |            |      |

### 辨奸记
| 演員   | 角色   | 描述                                                                       | 香港版配音 | 登場 |
| 翟军   | 德祥   | 山東巡撫，與和珅串通整紀曉嵐。最後，貪污案發，充軍邊關，待罪立功。         | 黃健強     |      |
| 严洪志 | 千总   | 負責執行巡撫的命令                                                         | 潘文柏     |      |
| 李世江 | 花剑盟 | 殺死劉舜民                                                                 | 梁志達     |      |
| 贺生伟 | 刘舜民 | 山東荷澤知府，因為蝗災的緣故，整座荷澤都成了死城。想進京告狀，卻被人殺死。 | 盧國權     |      |
| 徐美玲 | 老鸨   | 聞香樓的老鸨                                                               | 雷碧娜     |      |
| 王迎奇 | 镖头   |                                                                            | 陳永信     |      |
| 隋抒洋 | 王班头 | 劉舜民的手下                                                               |            |      |
| 赵冬柏 | 丁     | 德祥的心腹                                                                 | 蘇強文     |      |
| 李德旗 | 大夫   |                                                                            |            |      |

### 胭脂虹
| 演員   | 角色   | 描述                                                                                     | 香港版配音 | 登場 |
| 夏力薪 | 赛花红 | 馮海之妻 胭脂鋪老闆，被後宮一把火，燒沒了。                                              | 袁淑珍     |      |
| 吴晓东 | 冯海   | 賽花紅之夫，被人顛倒黑白、入獄坐牢，想申冤無門。                                         | 陳欣       |      |
| 韩新民 | 恒文   | 因貢金一案被斬。                                                                         | 源家祥     |      |
| 郭丽红 | 成妃   | 與明妃一起向太后告狀，向太后獻計火燒胭脂鋪，卻燒到了皇上、紀曉嵐、和大人。最後，賜自縊。 | 鄭麗麗     |      |
| 马静   | 明妃   | 與成妃一起向太后告狀，向太后獻計火燒胭脂鋪，卻燒到了皇上、紀曉嵐、和大人。最後，賜自縊。 |            |      |
| 周建涛 | 连贵   | 奉太后懿旨，火燒胭脂鋪，卻燒到了皇上、紀曉嵐、和大人。                                   | 陳卓智     |      |

## 第四部其他角色

### 小月归来
| 演員   | 角色           | 描述 | 香港版配音     | 登場   |
| 袁立   | 柯雲（杜小月） | 杜小月化名，因其相公何文遠入獄而跟戲班返京，之後以柯雲的名字演戲，嘗試找出陷害何文遠的證據，但最後仍無法救回其相公，回到草堂與紀曉嵐同居。 | 劉惠雲         | 第四部 |
| 班铁祥 | 夏德赫         | 甘肃总兵，在刺殺杜小月途中因和珅怕事件暴露而被杀死灭口。                                                                                   | 葉振聲         | 第四部 |
| 张海燕 | 冯妈           | 因紀府上無人看管而請來照顧著紀曉嵐起居的人，在杜小月回到草堂後被辭退。                                                                     | 陳凱婷（有綫） | 第四部 |
| 赵春山 | 戏班主         | 化名柯云的杜小月所在戏班的班主。 | 蕭徽勇         | 第四部 |
| 孙梦泉 | 张妈           | 和珅派其监视住于和府中化名柯云的杜小月。                                                                                                   | 蔡惠萍         | 第四部 |
| 孙麒鹏 | 老人           | 在乾隆自行前往甘肅期間遇上的「證人」，並由乾隆认其为干爹，之後被和珅等人谋划将其杀死。                                                     |                | 第四部 |
| 王勋   | 二子           | 戏班人员。 |                | 第四部 |
| 冯卫民 | 武生           | |                | 第四部 |

### 拉大旗作虎皮
| 演員   | 角色     | 描述 | 香港版配音                   | 登場   |
| 胡光子 | 何文进   | 杜小月亡夫之弟，也就是杜小月的小叔子，打算透過葛家謀求官位，更認識上葛松兒，最後在與葛松兒逃走時掉下懸崖摔成重傷。                                                 | 黃榮璋                       | 第四部 |
| 闫妮   | 葛松兒   | 松格格，喜歡何文进之餘，也對綁來的乾隆有了心思。在其父打算謀反東窗事發後，葛松兒與何文進逃走時一起掉下懸崖，最後沒事但出家做了尼姑。                               | 曾秀清（TVB） 陳凱婷（有線） | 第四部 |
| 高歆迪 | 春红     | 葛松兒身邊的婢女。 | 黃紫嫻                       | 第四部 |
| 高桐林 | 葛贝子   | 葛松兒父，以認識高官、持有乾隆墨寶自居，稱能為外官拉攏關係並解決問題。在發現乾隆不小心與杜小月被綁後打算開始造反、扶植永璂，最後在和珅前往救駕時候被刘全将其杀死。 | 李錦綸                       | 第四部 |
| 刘仪伟 | 算卦先生 | 与葛贝子一伙串通。 | 翟耀輝                       | 第四部 |
| 李丹军 | 张先生   | 葛家管家，幫葛貝子做事，最後因葛贝子為了自保將其殺死。 | 林國雄                       | 第四部 |
| 高玉庆 | 柱子     | 葛家下人，將一些形似小官職位的人帶到宅子中去見管家，在最後葛贝子為了自保將其殺死。                                                                                 | 陳廷軒                       | 第四部 |
| 周 毛  | 祥子     | 葛家下人，最後葛贝子為了自保將其殺死。 | 张锦江                       | 第四部 |
| 赵东宏 | 崔公公   | 焚燒皇上墨寶，暗中偷取大印印紋，最後自縊而亡。 |                              | 第四部 |
| 刘中胜 | 永璂     | 乾隆第十二子，在葛貝子謀反一事後被押入宗人府思過。 | 张裕东                       | 第四部 |

### 筆談奇案
| 演員   | 角色   | 描述 | 香港版配音 | 登場   |
| 韓雨芹 | 梅映雪 | 在梅家满门抄斩时因一场大风而被救出，成為梅家唯一幸存者。在茶樓間偶遇正從事著研墨伙計的乾隆，再被乾隆所喜愛，但梅映雪就滅門一事視乾隆為仇人，最後與崔玉言成婚。 | 陸惠玲     | 第四部 |
| 赵鸿飞 | 崔玉言 | 筆名為江南煙雨人，其父崔宗民是梅海泉帐下主簿。本想透過紀曉嵐去伸冤，但卻被和珅等人誤以為是梅家後人而遭綁架，在逃出後與梅映雪指腹為婚。                         | 梁偉德     | 第四部 |
| 庄庆宁 | 老板娘 | 春缘楼茶樓的老板娘。 |            | 第四部 |
| 杜军   | 伊尔泰 | 梅家滿門抄斬一案監刑官，於最後和珅怕事情敗露而命刘全将其杀死。                                                                                                 | 李錦綸     | 第四部 |
| 杨可心 | 崔公公 | 奉太后之命监视和珅在家闭门思过。 |            | 第四部 |
| 张玉奎 | 万公公 | 奉太后之命监视纪晓岚在家闭门思过。 |            | 第四部 |
| 杨仰君 | 梅香   | 梅映雪的丫鬟。 |            | 第四部 |
| 刘娴   | 瑞妃   | 乾隆的妃子。 |            | 第四部 |

### 人在草木中
| 演員   | 角色   | 描述 | 香港版配音                   | 登場   |
| 楊千嬅 | 芊芊   | 任草木东家的女儿 仰慕紀曉嵐的俠女，武功高強 錯認和珅為紀曉嵐 斗茶大会茶状元 误服和珅用于毒害荔枝的毒药而亡 | 楊千嬅（TVB） 鄭家蕙（有线） | 第四部 |
| 何涌生 | 任草木 | 照顾芊芊长大 跟荔枝私奔                                                                                    | 陳永信                       | 第四部 |
| 石琳   | 荔枝   | 和珅十三夫人 跟任草木私奔                                                                                  | 陳凱婷（TVB、有綫）          | 第四部 |
| 李恒   | 陶大宝 | | 潘文柏                       | 第四部 |

### 忠義祠
| 演員   | 角色   | 描述                            | 香港版配音                   | 登場   |
| 刘勇   | 福贵   | 青化山的地方官                  | 劉昭文                       | 第四部 |
| 游琳珠 | 玉龙   | 二噶的妹妹                      | 梁少霞（TVB） 陳凱婷（有綫） | 第四部 |
| 翟军   | 二噶   | 玉龙的哥哥 福贵等人谋划将其杀死 | 蕭徽勇                       | 第四部 |
| 崔宏利 | 纳吉   | 戶部尚書                        | 叶振声                       | 第四部 |
| 刘义   | 阿古都 |                                 |                              | 第四部 |

### 其他角色
| 演員   | 角色     | 描述               | 香港版配音 | 登場   |
| 王肿   | 贵喜     | 侍奉乾隆的贴身太监 | 馮錦堂     | 第四部 |
| 白秋林 | 顺天府尹 |                    |            | 第四部 |
| 张金   | 小林子   |                    | 伍博民     | 第四部 |
| 杨茜   | 宫女     |                    |            | 第四部 |

## 语录
和珅
- 卢大人哪，我怎么跟你说呢，我告诉你啊，这人哪不妨当，事儿不妨做，但是像这坏词儿坏语的，不要随便就往自个儿身上安，这样安来安去，许就真成了坏人了。我不管你心里究竟怎么想，但是，有些个词儿啊像忠啊，义啊，仁啊，爱啊，总要经常挂在嘴边儿上啊。有些事，刀架在脖子上都不能认，何况自个儿说自个儿啊
- 救命先救官，官都活不了，（砸桌子）还救什么民，千千万万的灾民啊，谁去发给他们赈灾粮款，是你发，还是我发？还不是得靠那些大大小小的官员，嗯？喂饱了他们，他们才肯给我去卖命。

## 電視劇歌曲

### 中國大陸
- 第一至四部

| 曲序 | 曲目                           | 演唱   |
| ---- | ------------------------------ | ------ |
| 1.   | 《誰說書生百無一用》（片頭曲） | 金學峰 |
| 2.   | 《鐵齒銅牙紀曉嵐》（片尾曲）   | 戴嬈   |

### 香港
- 第四部

| 曲序 | 曲目               | 演唱   |
| ---- | ------------------ | ------ |
| 1.   | 《圓缺》（片尾曲） | 楊千嬅 |